# Mason Adams
Mason Adams (* 26. Februar 1919 in Brooklyn, New York City; † 26. April 2005 in Manhattan, New York City) war ein US-amerikanischer Schauspieler.

## Leben
Adams studierte Theaterwissenschaften an der University of Wisconsin–Madison und begann seine Karriere in den 40er Jahren als Sprecher in populären Radio-Spielen. In den 1960er Jahren arbeitete er hauptsächlich als Sprecher für Werbespots.
Große Popularität erreichte er ab 1977 mit der Rolle des Chefredakteurs Charlie Hume in der Fernsehserie Lou Grant, einem Spin-off von Mary Tyler Moore. Diese Rolle brachte ihm drei Nominierungen für den Emmy-Fernsehpreis als bester Nebendarsteller ein.
Seine letzte Rolle am Broadway spielte er 2002 in Arthur Millers The Man Who Had All the Luck.

## Filmografie (Auswahl)
- 1947: Mr. Bell (Kurzfilm)
- 1975: The Happy Hooker
- 1977: Blutiges Eis (The Deadliest Season, Fernsehfilm)
- 1977–1982: Lou Grant (Fernsehserie, 114 Folgen)
- 1979: Dann wären wir sechs (And Baby Makes Six, Fernsehfilm)
- 1980: Terror in New York (The Revenge of the Stepford Wives)
- 1981: Barbara’s Baby – Omen III (Omen III: The Final Conflict)
- 1984: Rettet den Weihnachtsmann (The Night They Saved Christmas, Fernsehfilm)
- 1986: F/X – Tödliche Tricks (F/X)
- 1991: Boy Soldiers (Toy Soldiers)
- 1993: Schwiegersohn Junior (Son in Law)
- 1995: Der Hausfreund (Houseguest)
- 1995: Not of This Earth
- 1998: Mörderischer Pakt (The Lesser Evil)
- 1998: From the Earth to the Moon (Fernseh-Miniserie)
- 1999: Der Club der Kannibalen (Life Among the Cannibals)